# The Crime at Blossoms
The Crime at Blossoms é um filme policial britânico de 1933, dirigido por Maclean Rogers e estrelado por Hugh Wakefield, Joyce Bland e Eileen Munro. Depois de se mudar para uma casa no campo, uma mulher torna-se cada vez mais preocupada com o destino da dona anterior que acredita que ela foi assassinada. O filme é baseado em uma peça de Mordaunt Shairp.

## Elenco
- Hugh Wakefield ... Chris Merryman
- Joyce Bland ... Valerie Merryman
- Eileen Munro ... Sra. Woodman
- Ivor Barnard ... Uma visitante
- Frederick Lloyd ... George Merryman
- Iris Baker ... Lena Denny
- Arthur Stratton ... Sr. Woodman
- Maud Gill ... Sra. Merryman
- Wally Patch ... Palmer
- Barbara Gott
- Moore Marriott
- George Ridgwell